# Czarny Dwór (dzielnica Legnicy)
Czarny Dwór – dzielnica Legnicy położona w północnej części miasta.
Obejmuje ulice Akacjową, Brzozową, Bukową, Bydgoską, Bytomską, Chocianowską, Cisową, Cyprysową, Gliwicką, Grabową, Jarzębinową, Jesionową, Kasztanową, Lipową, Lubińską, Magnoliową, Miłkowicką, Modrzewiową, Platanową, Poznańską, Przechodnią, Przemkowską, Struga Andrzeja, Wiatrakową i Zawietrzną